# 293 Brasilia
Brasilia /brəˈzɪliə/ (định danh hành tinh vi hình: 293 Brasilia) là một tiểu hành tinh lớn ở vành đai chính. Ngày 20 tháng 5 năm 1890, nhà thiên văn học người Pháp Auguste H. Charlois phát hiện tiểu hành tinh Brasilia khi ông thực hiện quan sát ở Nice, Pháp và được đặt theo tên nước Brasil. Tên của nó được đặt cho nhóm tiểu hành tinh Brasilia.